# ヘンリー・マクレーヌ・ポント
ヘンリー・マクレーヌ・ポント(Henri Maclaine Pont、1884年-1971年) は、インドネシアで活躍したオランダ人建築家、建築構造エンジニア、都市計画家、考古学者。バタヴィア（現・ジャカルタ）の生まれで、オランダ領東インドで働いた。インドネシアに近代的な建築物をもたらし、インドネシア近代建築の父として同地で見られているが、オランダ統治時代のインドネシアが西洋思想の進行する近代文化の中、インドネシア伝統の建築に魅せられて先住民族文化を賞賛した建築家として、本国オランダよりもインドネシアで知られている人物。こうした様々な生活の歴史をもつジャワ・ヒンズー文化の建築に魅せられて雑誌にも専門記事を書いて、CPウォルフ・シューメーカー教授らと多くの論争を行う。
デザイン方面では、先住民族の建築の伝統の建築と建設現代、西洋の基準を満たしてインスピレーションを完全に元の結果を達成するべく現代的な次にインドネシアの混合で、印象的なアールデコスタイルを駆使。最も有名な作品はバンドン工科大学建物がある。

## 人物
1909年にデルフト工科大学を卒業後、ポスチューマス・メイエスシニアら建築家と1年間協働し、1911年にインドネシアに戻る。テガルに滞在し、まもなくスマランに移る。1911年に、自身のキャリアで最初の代表作、スマ-チェリボンスチームトラム会社本社設計をまかされる。それが印象的だったようで、1919年からバンドン大学の設計をまかされる。1916年ごろに持っていたマイルドハイブリッドシステムの技術構想を、バンドン大学の設計に適用している。 それらは通常、ブールスバンインスティテュートと同様の西部した形状や材質、中央ロビーの周りの部屋はまだ配置の面でインドネシアを見ることの両方のデザインはまだ革新的であった。この工事監理を通じて、バンドンという都市にも大きく関わる。
その間1914年には、スマランのまちづくりを本国からやってきた同窓のトーマス・カールステンとともに手がける。
バンドン工科大学の建設は、当初の建築費以上のため失望に終わり、マクレーヌポンドは、国内の住宅ストックの検査を行う担当する公務員・考古学者としての仕事を受け入れた。その仕事で全国をくまなく見聞し、現地の多くの伝統的な建築スタイルについて教えられることとなっていく。先住民族の建物の伝統が大事にされるべきと提唱、先住民族の建築が、西洋の建築に劣っているという考えに反対した。20世紀の最初の数十年の間、オランダ領東インドにもたらされた西洋建築家の到着は、伝統的な先住民族の特徴的な建築に議論を促した。その中心人物はマクレーヌポンの他にカールステン、ウォルフシューメーカーらによって行われている。
建築家のC.P.ウォルフシューメーカーは、ジャワの建築は近代ヨーロッパ建築に対しゴミ扱いで、ヨーロッパ人が真に現代文明的な建築を現地にもたらす必要があるとみていた。マクレーヌポンはウォルフ・シューメーカーとその同類たちの恩着せがましい発言に腹をたて、数年間、当時の建物の割り当てに美徳と先住民族の建築の伝統美についてのシリーズ記事を書いている。 
マクレーヌ・ポントのビジネスパートナーだったカールステンも、現地の建築手法に基づいて、彼らジャワ先住民族らのもつ建設技術自体を開発することを指導すべきと指摘。ヒンドゥージャワ原始的かもしれないが、ジャワ文化として意味を持つ彫刻がアートたりえるように、機能の先進空間の創造のための出発点として無駄になっている建設文化こそが重要であると主張している。
またマクレーヌ・ポントは、現地のビジョンを共有し、古代の工法などの耐久性のある先住民族の建築を研究し、数多くの寺院や他の構造に表示されるpendopoに本質を見出した。
背が高く、列の中央、驚くほどの固体の屋根を備えているpendopoは、地震などの自然災害に耐えることができるかという弱点は持ってはいたが、ウォルフシューメーカーやその他の見解が間違っていたことを示すためにも、場合にのみそれは非常に有用である、ということを特殊構造をもって技術的に証明することになる。 
その特殊構造の主要な例の一つとして、彼が彼自身の考古学的見地から多数のフィールドミュージアムとして、東ジャワTrawulan（1931）の同地を選定して、同原則に基づくpendopoの近代化バージョンを設計。屋根は、重み付けされた構造がわずかな変形でインパクトの強いエネルギーが建物にかかり、屋根瓦との間のクリアランスによって吸収されている。
Puhsarangの聖心教会（1937）では、非常に経済的でしかも嵐や地震に耐えられると、その細い多目的利用許可サポートする他の屋根構造を使用。構造的に言えば、これは当時で完全に未知の領域の模索で、先駆的な仕事だった。構造的な必要性ではなく、フォークロアの伝統として建設pendopo方法を検討した。脆弱まだ自然の力耐性と動的構造の開発につながった。 洗練された屋根構造を持つ実験的な試みは、それ以降出現する構造家のピエール・ルイージ・ネルヴィやジャン・プルーヴェ、フライ・オットーらのような構造エンジニアリングの仕事と比較することができる。
第二次世界大戦後、1946年、オランダ・ハーグに帰国。様々な特許を取得してオランダで過去携わった建物はるかに大きい、自己バランスの屋根構造の開発につとめていた。

## 作品
- 聖心教会（1937 Puhsarang）
- 技術研究所バンドン（現存せず）
- スマラン駅（現存せず）
- テガル鉄道オフィス（bestaamd）
- ジャワ研究所ジョグジャカルタ
- クディリ・カトリック教会（現存せず）
- レールスタッフのサービス施設